# فهرست پایتخت‌های ایران
فهرست موجود فهرستی از پایتخت‌های ایران از ابتدا تا اکنون است:
فهرست پایتختهای ایران یکپارچه کنونی که از زمان صفویان آغاز شده
بعد از سقوط ساسانیان تا قبل از به قدرت رسیدن صفویه ایران بصورت ملوک الطوایفی و با چندین پایتخت در اقصی نقاط کشور اداره میشد و در سال ۱۵۰۱ با به قدرت رسیدن صفویان ایران صاحب پایتخت اصلی با مرکزیت قدرت شد به جز یک دوره خیلی کوتاه که به آن هم میپردازیم
۱.تبریز        از سال ۱۵۰۱ تا ۱۵۵۵ صفویان      ۵۴سال
۲.قزوین      از سال۱۵۵۵ تا۱۵۹۸ صفویان       ۴۳سال
۳.اصفهان    از سال ۱۵۹۸تا ۱۷۳۶ صفویان      ۲۳۸سال
سال ۱۷۲۲ با هجوم محمود افغان وسقوط شاه سلطان حسین صفوی اصفهان به عنوان پایتخت  از رونق افتاد ولی تا سال ۱۷۳۶ بصورت نیمه رسمی مرکز توجه بازماندگان سلسله صفوی باقی ماند
۴.مشهد      از سال ۱۷۳۶تا ۱۷۵۱ افشاریان      ۱۵سال
مشهد تا سال ۱۷۹۴ بعنوان مرکز حکومت خراسان با جانشینان نادرشاه باقی ماند و در دوره ای کوتاه بصورت مشترک با شیراز(۱۷۵۱تا۱۷۹۴) و حتی باتهران(۱۷۸۶تا ۱۷۹۴) مورد توجه بود
۵.شیراز    از سال ۱۷۵۱تا ۱۷۹۴ زندیان          ۴۳سال
۶.تهران     از سال ۱۷۸۶ تا ۲۰۲۵ ۲۳۹سال
قاجار پهلوی جمهوری اسلامی
در چند سال ابتدایی حکومت آغا محمد خان قاجار  یعنی سال ۱۷۸۶ تا ۱۷۹۴ و قبل از انحلال کامل سلسله زند و تاجگذاری رسمی شاه قاجار به مدت ۸سال تهران و شیراز و حتی مشهد بصورت مشترک مراکز حکومتی بودند و در سال ۱۷۹۴ بطور رسمی پایتخت اصلی ایران تا به امروز میباشد

## فهرست دودمان‌ها و پایتخت‌های آنان
| دودمان            | پایتخت‌ها                                                                | منبع                        |
| ----------------- | ----------------------------------------------------------------------- | --------------------------- |
| تمدن ایلام        | قشم- شوش - انشان                                                        | [ ۱ ] [ ۲ ] [ ۳ ]           |
| پادشاهی ماد       | هگمتانه (همدان امروزی)                                                  | [ ۴ ]                       |
| شاهنشاهی هخامنشی  | پاسارگاد - پارسه - شوش - هگمتانه - بابِل                                 | [ ۵ ] [ ۶ ] [ ۷ ] [ ۸ ]     |
| سلوکیان           | سلوکیه - انطاکیه                                                        |                             |
| شاهنشاهی اشکانی   | آساک (قوچان) - صددروازه - تیسپون                                        | [ ۹ ] [ ۱۰ ]                |
| الیمایی‌ها         | ایذه - دستوا                                                            | [ ۱۱ ] [ ۱۱ ]               |
| شاهنشاهی ساسانی   | تیسفون (اردشیربابکان)- کازرون(شاپور)- تیسفون(خسروپرویز)- نهاوند(یزدگرد) | [ ۱۲ ] [ ۱۳ ] [ ۱۴ ] [ ۱۵ ] |
| سلسله طاهریان     | مرو - نیشابور                                                           | [ ۱۶ ] [ ۱۶ ]               |
| سلسله صفاریان     | زرنگ - شیراز                                                            | [ ۱۷ ]                      |
| علویان طبرستان    | چالوس - آمل - ساری - استرآباد                                           |                             |
| سلسله سامانیان    | بخارا                                                                   | [ ۱۸ ]                      |
| آل زیار           | اصفهان - گرگان - ری                                                     |                             |
| آل بویه           | شیراز - همدان                                                           |                             |
| آل حسنویه         | بیستون                                                                  |                             |
| امپراتوری غزنوی   | غزنین - لاهور                                                           |                             |
| بنی عیاران        | حُلوان (اران)                                                            | [ ۱۹ ]                      |
| امپراتوری سلجوقی  | نیشابور - مرو - اصفهان - ری - همدان                                     |                             |
| اتابکان آذربایجان | تبریز                                                                   |                             |
| اتابکان فارس      | شیراز                                                                   |                             |
| اتابکان لر بزرگ   | ایذه                                                                    |                             |
| اتابکان لر کوچک   | خرم‌آباد                                                                 |                             |
| خوارزمشاهیان      | گرگانج                                                                  |                             |
| ایلخانان          | مراغه - سلطانیه - تبریز                                                 |                             |
| کرتیان            | هرات                                                                    |                             |
| قراختاییان کرمان  | کرمان                                                                   |                             |
| شبانکارگان        | ایگ                                                                     |                             |
| مظفریان           | کرمان - شیراز - یزد                                                     |                             |
| سربداران          | سبزوار                                                                  |                             |
| چوپانیان          | تبریز                                                                   |                             |
| جلایریان          | تبریز - بغداد                                                           |                             |
| امپراتوری تیموری  | سمرقند - هرات                                                           |                             |
| اسماعیلیه         | قزوین - الموت                                                           |                             |
| قراقویونلوها      | تبریز                                                                   |                             |
| آق‌قویونلوها       | تبریز                                                                   |                             |
| شاهنشاهی صفوی     | اردبیل - تبریز - قزوین - اصفهان                                         |                             |
| امپراتوری افشاری  | مشهد                                                                    |                             |
| سلسله زندیه       | تهران - شیراز - اصفهان - کرمان - بم                                     |                             |
| سلسله قاجاریان    | ساری - تهران                                                            |                             |
| شاهنشاهی پهلوی    | تهران                                                                   | [ ۲۰ ]                      |
| جمهوری اسلامی     | تهران                                                                   |                             |

## فهرست پایتخت‌ها و دودمان‌های آنان
| دودمان                                       | پایتخت‌ها                                                                                 |
| -------------------------------------------- | ---------------------------------------------------------------------------------------- |
| اَوان                                         | تمدن ایلام                                                                               |
| انشان                                        | تمدن ایلام                                                                               |
| شوش                                          | تمدن ایلام - شاهنشاهی هخامنشی                                                            |
| هگمتانه - همدان و نهاوند امروزی              | پادشاهی ماد - شاهنشاهی هخامنشی - آل بویه - امپراتوری سلجوقی                              |
| پاسارگاد                                     | شاهنشاهی هخامنشی                                                                         |
| پارسه                                        | شاهنشاهی هخامنشی                                                                         |
| بابِل                                         | شاهنشاهی هخامنشی                                                                         |
| سلوکیه یا تیسپون یا تیسفون یا مدائن یا بغداد | امپراتوری سلوکی - شاهنشاهی اشکانی - شاهنشاهی ساسانی - جلایریان                           |
| انطاکیه                                      | امپراتوری سلوکی                                                                          |
| آساک یا قوچان                                | شاهنشاهی اشکانی                                                                          |
| صددروازه یا دامغان                           | شاهنشاهی اشکانی                                                                          |
| ایذه                                         | الیمائی - اتابکان لر بزرگ                                                                |
| دستوا یا شوشتر                               | الیمائی - شاهنشاهی ساسانی                                                                |
| تیسفون - شهرگور یا فیروزآبادامروزی           | شاهنشاهی ساسانی                                                                          |
| نهاوند - بیشاپور یا کازرون امروزی            | شاهنشاهی ساسانی                                                                          |
| مرو                                          | طاهریان - امپراتوری سلجوقی                                                               |
| نیشابور                                      | طاهریان - امپراتوری سلجوقی                                                               |
| زرنگ                                         | صفاریان                                                                                  |
| شیراز                                        | صفاریان - آل بویه - اتابکان فارس - آل مظفر - زندیان                                      |
| چالوس                                        | علویان طبرستان                                                                           |
| آمل                                          | علویان طبرستان                                                                           |
| ساری                                         | علویان طبرستان                                                                           |
| استرآباد یا گرگان                            | علویان طبرستان - زیاریان                                                                 |
| بخارا                                        | سامانیان                                                                                 |
| اصفهان                                       | زیاریان - امپراتوری سلجوقی - آل بویه - ایران صفوی- زندیان                                |
| اسکندریه یا غزنی یا غزنین                    | غزنویان                                                                                  |
| لاهور                                        | غزنویان                                                                                  |
| حلوان                                        | بنی عیاران                                                                               |
| تبریز                                        | اتابکان آذربایجان - ایلخانان - چوپانیان - جلایریان - قره‌قویونلو - آق‌قویونلو - ایران صفوی |
| خرم‌آباد                                      | اتابکان لر کوچک                                                                          |
| گرگانج                                       | خوارزمشاهیان                                                                             |
| مراغه                                        | ایلخانان                                                                                 |
| سلطانیه                                      | ایلخانان                                                                                 |
| هرات                                         | کرتیان - امپراتوری تیموری                                                                |
| کرمان                                        | قراختاییان کرمان - آل مظفر - زندیان                                                      |
| ایگ یا ایج                                   | ملوک شبانکاره                                                                            |
| یزد                                          | آل مظفر                                                                                  |
| سبزوار                                       | سربداران                                                                                 |
| الموت                                        | اسماعیلیان الموت                                                                         |
| اردبیل                                       | ایران صفوی                                                                               |
| قزوین                                        | ایران صفوی                                                                               |
| مشهد                                         | ایران افشاری                                                                             |
| ملایر                                        | زندیان                                                                                   |
| بم                                           | زندیان                                                                                   |
| تبریز                                        | ایران قاجاری                                                                             |
| ری یا طهران یا تهران                         | زیاریان - امپراتوری سلجوقی - ایران قاجاری - ایران پهلوی - نظام جمهوری اسلامی ایران       |

## طرح انتقال پایتخت
احمد وحیدی وزیر کشور در اردیبهشت ۱۴۰۳ با بیان اینکه انتقال پایتخت یکصد میلیارد دلار لازم دارد، گفت: موضوع تقسیم استان تهران توسط دولت در دست بررسی است و مصوبه مجلس را لازم دارد که باید توسط مجلس دوازدهم بررسی و تصویب شود.

## یادداشت
1. ↑  میان سال‌های ۱۱۷۲ تا ۱۱۷۶ ه‍. ق، تهران پایتخت کریم خان زند بود.